# Municipio de Carlyle (Kansas)
El municipio de Carlyle (en inglés: Carlyle Township) es un municipio ubicado en el condado de Allen en el estado estadounidense de Kansas. En el año 2010 tenía una población de 285 habitantes y una densidad poblacional de 3,67 personas por km².

## Geografía
El municipio de Carlyle se encuentra ubicado en las coordenadas 37°59′19″N 95°23′5″O / 37.98861, -95.38472. Según la Oficina del Censo de los Estados Unidos, el municipio tiene una superficie total de 77.73 km², de la cual 77,03 km² corresponden a tierra firme y (0,89 %) 0,69 km² es agua.

## Demografía
Según el censo de 2010, había 285 personas residiendo en el municipio de Carlyle. La densidad de población era de 3,67 hab./km². De los 285 habitantes, el municipio de Carlyle estaba compuesto por el 92,98 % blancos, el 3,16 % eran amerindios, el 2,46 % eran asiáticos y el 1,4 % eran de una mezcla de razas. Del total de la población el 0,35 % eran hispanos o latinos de cualquier raza.